# Tello
Tello è un comune della Colombia facente parte del dipartimento di Huila.
Il centro abitato venne fondato da un gruppo di gesuiti nel 1631, mentre l'istituzione del comune è del 1º marzo 1811.